# Kangarosa ossea
Kangarosa ossea Framenau, 2010 è un ragno appartenente alla famiglia Lycosidae.

## Etimologia
Il nome proprio della specie deriva dall'aggettivo latino osseus, -a, -um, cioè osseo, fatto d'osso, in inglese bones, riferendosi alla località di rinvenimento degli esemplari: Bones Knob, nello stato del Queensland.

## Caratteristiche
L'olotipo femminile rinvenuto ha lunghezza totale è di 9,75mm; la lunghezza del cefalotorace è di 4,88mm, e la larghezza è di 3,63mm.

## Distribuzione
La specie è stata reperita in Australia orientale: nella località di Bones Knob, appartenente allo stato del Queensland.

## Tassonomia
Al 2017 non sono note sottospecie e dal 2010 non sono stati esaminati nuovi esemplari.